# Arena en los bolsillos (película)
Arena en los bolsillos es una película española de 2006 dirigida por César Martínez Herrada.

## Argumento
Iván (Andreas Muñoz), Lionel (Nicolae Nicula), Jeny (Yohana Cobo) y Elena (Clara Lago) son cuatro jóvenes de Madrid que se dirigen hacia la playa huyendo de la rutina... En el camino surgirán amores, enfados, solidaridad...y más